# Алту-Арагуая (мікрорегіон)

Алту-Арагуая на карті штату Мату-Гросу

Алту-Арагуая (порт. Microrregião do Alto Araguaia) — один із мікрорегіонів бразильського штату Мату-Гросу, складова частина мезорегіону Південний захід штату Мату-Гросу. За даними Бразильського інституту географії і статистики населення становить 35 554 жителі. Мікрорегіон поділений на три муніципальні утворення.

## Склад мікрорегіону
До складу мікрорегіону включені наступні муніципалітети:
1. Алту-Арагуая
2. Алту-Гарсас
3. Алту-Такуарі

| Бразилія | Це незавершена стаття з географії Бразилії. Ви можете допомогти проєкту, виправивши або дописавши її. |